# Зербунь
Зербунь (пол. Zerbuń, нім. Sauerbaum) — село в Польщі, у гміні Єзьорани Ольштинського повіту Вармінсько-Мазурського воєводства.
Населення — 259 осіб (2011).
У 1975-1998 роках село належало до Ольштинського воєводства.

## Демографія
Демографічна структура станом на 31 березня 2011 року:
|          | Загалом | Допрацездатний вік | Працездатний вік | Постпрацездатний вік |
| -------- | ------- | ------------------ | ---------------- | -------------------- |
| Чоловіки | 143     | 24                 | 104              | 15                   |
| Жінки    | 116     | 25                 | 70               | 21                   |
| Разом    | 259     | 49                 | 174              | 36                   |